# Eric Gordon
Eric Ambrose Gordon, Jr. (Indianápolis, Indiana; 25 de diciembre de 1988) es un jugador de baloncesto estadounidense, nacionalizado bahameño, que pertenece a la plantilla de los Philadelphia 76ers de la NBA. Mide 1,91 metros de altura y juega en la posición de escolta.

## Trayectoria deportiva

### Instituto
En su paso por el instituto High Central de Indianápolis, promedió 29 puntos, 6,2 rebotes y 3,3 asistencias por partido, siendo incluido en el McDonald's All-American Team y elegido Mr. Basketball de Indiana.

### Universidad
Gordon protagonizó una gran polémica en el verano de 2006, debido al enfrentamiento entre dos universidades, Illinois e Indiana, por hacerse con sus servicios, ya que Gordon se habría comprometido verbalmente con la primera, pero finalmente fueron los Hoosiers quienes se hicieron con el jugador.
En su única temporada con los Hoosiers promedió 20,9 puntos, 3,3 rebotes y 2,4 asistencias pòr partido, liderando la Big Ten Conference en anotación, y acabando quinto de la misma en porcentaje de tiros libres (83,4%) y décimo en robos de balón (1,3 por partido). Batió el récord tanto de la universidad como de la conferencia de puntos anotados en una temporada por un novato (669) que poseía Michael Redd de Ohio State desde 1998.
Gordon fue altamente efectivo en el inicio de la temporada, en la cual los Hoosiers ganaron 17 de sus 18 primeros encuentros, sin embargo sufrió un importante bajón en la recta final del campeonato, consiguiendo únicamente anotar un 18,6% de sus tiros de 3 (13 de 70) tras jugar el 7 de febrero ante la Universidad de Illinois, y consiguiendo únicamente anotar 3 de 15 intentos (0 de 6 en triples) en el partido de la primera ronda del Torneo de la NCAA que perdieron ante la Universidad de Arkansas.
Finalmente, Gordon fue elegido mejor novato del año de la Big Ten Conference e incluido en el mejor quinteto de la misma, junto con su compañero D. J. White. El 4 de abril de 2008 anunció su intención de presentarse al Draft de la NBA.

#### Estadísticas
| Año     | Equipo  | PJ | PT | MPP  | %TC  | %3P  | %TL  | RPP | APP | ROB | TPP | PPP  |
| ------- | ------- | -- | -- | ---- | ---- | ---- | ---- | --- | --- | --- | --- | ---- |
| 2007–08 | Indiana | 32 | 32 | 34.7 | .433 | .337 | .834 | 3.3 | 2.4 | 1.3 | .6  | 20.9 |

### Profesional

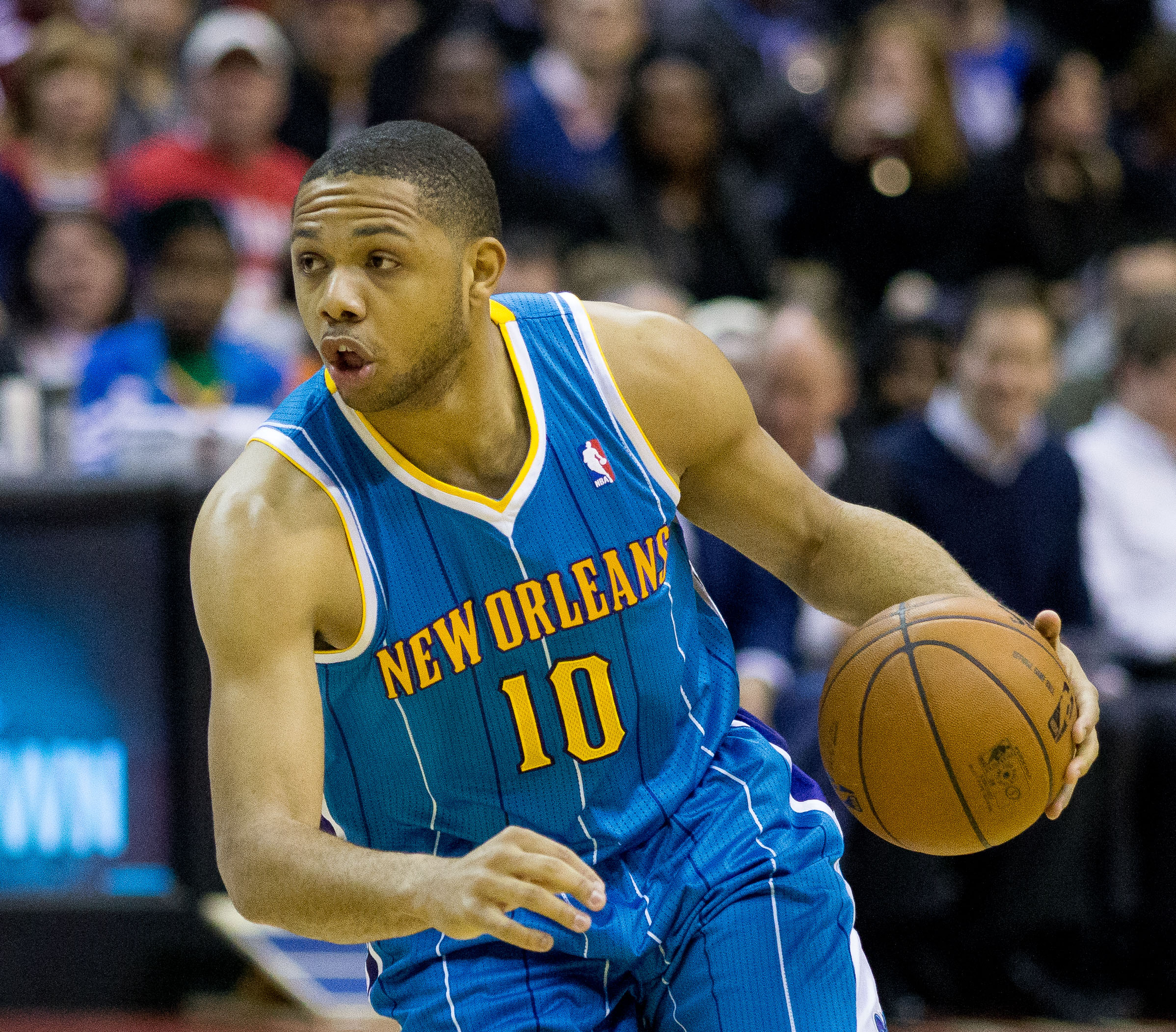
Gordon con los Hornets en marzo de 2013.

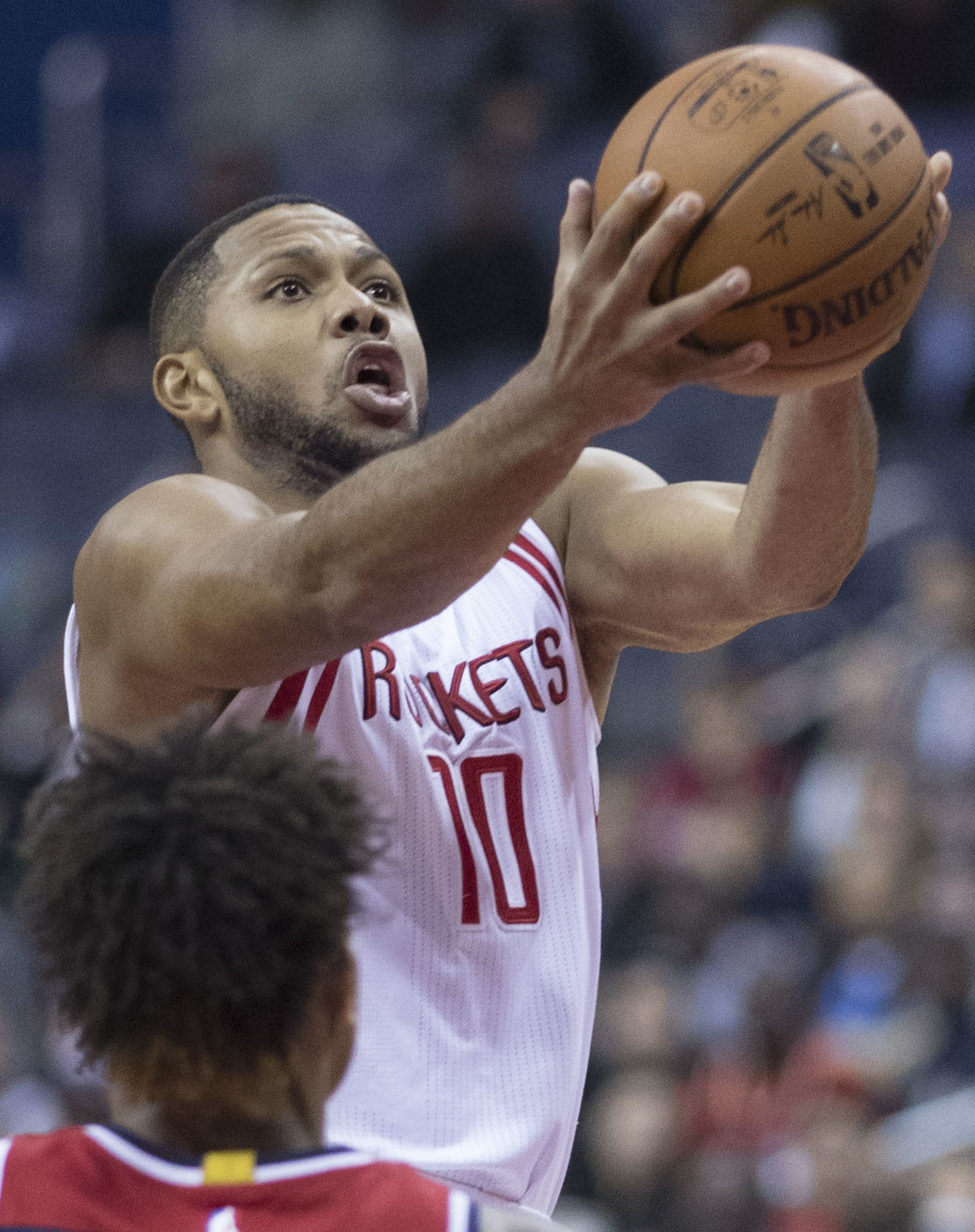
Gordon con Houston en 2016.

Fue elegido en la séptima posición del Draft de la NBA de 2008 por Los Angeles Clippers, firmando contrato con el equipo el 1 de julio de ese mismo año, por tres temporadas. Jugó posteriormente dos partidos en la NBA Summer League disputada en el campus de la UNLV de Las Vegas, en los que promedió 19 puntos y 6,5 rebotes por partido, pero acabó lesionado en un ligamento, por lo que se perdió el resto de la competición.
En su primera temporada en la NBA, Gordon rindió a un gran nivel, estableciendo la mejor marca anotadora de un rookie de la historia de los Clippers con 41 puntos ante Oklahoma City Thunder el 23 de enero de 2009. En enero fue nombrado mejor rookie del mes de la Conferencia Oeste. Finalizó la campaña con 16.1 puntos en 78 encuentros y fue incluido en el segundo mejor quinteto de rookies.
El 14 de diciembre de 2011 fue traspasado junto con Chris Kaman, Al-Farouq Aminu y una primera ronda del draft de 2012 a New Orleans Hornets a cambio de Chris Paul y dos segundas rondas de draft.
El 9 de julio de 2016 firmó un contrato con los Houston Rockets por cuatro temporadas y $53 millones.
En septiembre de 2019 acuerda una extensión de contrato por cuatro años y $76 millones. En su cuarta temporada con los Rockets, el 27 de enero de 2020, consiguió la mejor anotación de su carrera con 50 puntos ante Utah Jazz.
Durante su séptima temporada en Houston, el 9 de febrero de 2023, es traspasado a Los Angeles Clippers en un intercambio entre tres equipos.
El 2 de julio de 2023 firma como agente libre con Phoenix Suns por dos temporadas.
Tras un año en Phoenix, el 30 de junio de 2024, firma por una temporada Philadelphia 76ers.

### Selección nacional
Gordon jugó los nueve encuentros que el Team USA disputó en el Mundial de 2010 celebrado en Turquía, donde promedió 8,6 puntos, y donde obtuvieron la medalla de oro.
En julio de 2023 se publicó su posible participación con el equipo de Bahamas en el Preclasificatorio Olímpico 2023, dada la procedencia bahameña de su madre. Finalmente, en agosto recibió la autorización de la FIBA para formar parte de la selección bahameña en el torneo, siendo uno de los artífices en la clasificación del equipo para el torneo preolímpico.

## Estadísticas de su carrera en la NBA

### Temporada regular
| Año     | Equipo        | PJ  | PT  | MPP  | %TC  | %3P  | %TL  | RPP | APP | ROB | TPP | PPP  |
| ------- | ------------- | --- | --- | ---- | ---- | ---- | ---- | --- | --- | --- | --- | ---- |
| 2008-09 | L.A. Clippers | 78  | 65  | 34.3 | .456 | .389 | .854 | 2.6 | 2.8 | 1.0 | .4  | 16.1 |
| 2009-10 | L.A. Clippers | 62  | 60  | 36.0 | .449 | .371 | .742 | 2.6 | 3.0 | 1.1 | .2  | 16.9 |
| 2010-11 | L.A. Clippers | 56  | 56  | 37.4 | .450 | .364 | .825 | 2.9 | 4.4 | 1.3 | .3  | 22.3 |
| 2011-12 | New Orleans   | 9   | 9   | 34.4 | .450 | .250 | .754 | 2.8 | 3.4 | 1.4 | .4  | 20.6 |
| 2012-13 | New Orleans   | 42  | 40  | 30.1 | .402 | .324 | .842 | 1.8 | 3.3 | 1.1 | .2  | 17.0 |
| 2013-14 | New Orleans   | 64  | 64  | 32.1 | .436 | .391 | .785 | 2.6 | 3.3 | 1.2 | .2  | 15.4 |
| 2014-15 | New Orleans   | 61  | 60  | 33.1 | .411 | .448 | .805 | 2.6 | 3.8 | .8  | .2  | 13.4 |
| 2015-16 | New Orleans   | 45  | 44  | 32.9 | .418 | .384 | .888 | 2.2 | 2.7 | 1.0 | .3  | 15.2 |
| 2016-17 | Houston       | 75  | 15  | 31.0 | .406 | .372 | .840 | 2.7 | 2.5 | .6  | .5  | 16.2 |
| 2017-18 | Houston       | 69  | 30  | 31.2 | .428 | .359 | .809 | 2.5 | 2.2 | .6  | .4  | 18.0 |
| 2018-19 | Houston       | 68  | 53  | 31.7 | .409 | .360 | .783 | 2.2 | 1.9 | .6  | .4  | 16.2 |
| 2019-20 | Houston       | 36  | 15  | 28.2 | .369 | .317 | .766 | 2.0 | 1.5 | .6  | .3  | 14.4 |
| 2020-21 | Houston       | 27  | 13  | 29.2 | .433 | .329 | .825 | 2.1 | 2.6 | .5  | .5  | 17.8 |
| 2021-22 | Houston       | 57  | 46  | 29.3 | .475 | .412 | .778 | 2.0 | 2.7 | .5  | .3  | 13.4 |
| 2022-23 | Houston       | 47  | 47  | 30.2 | .439 | .347 | .815 | 2.1 | 2.9 | .6  | .4  | 13.1 |
| 2022-23 | L.A. Clippers | 22  | 11  | 24.9 | .463 | .423 | .842 | 1.7 | 2.1 | .6  | .4  | 11.0 |
| 2023-24 | Phoenix       | 68  | 24  | 27.8 | .443 | .378 | .797 | 1.8 | 2.0 | 1.0 | .4  | 11.0 |
| 2024-25 | Philadelphia  | 39  | 13  | 19.7 | .426 | .409 | .750 | 1.2 | 1.7 | .7  | .3  | 6.8  |
| Total   | Total         | 925 | 665 | 31.2 | .430 | .372 | .810 | 2.3 | 2.7 | .8  | .4  | 15.3 |

### Playoffs
| Año   | Equipo        | PJ | PT | MPP  | %TC  | %3P  | %TL  | RPP | APP | ROB | TPP | PPP  |
| ----- | ------------- | -- | -- | ---- | ---- | ---- | ---- | --- | --- | --- | --- | ---- |
| 2015  | New Orleans   | 4  | 4  | 35.8 | .444 | .406 | .833 | 2.3 | 3.8 | .5  | .5  | 18.5 |
| 2017  | Houston       | 11 | 2  | 32.5 | .421 | .386 | .722 | 3.9 | 2.0 | .7  | .5  | 12.9 |
| 2018  | Houston       | 17 | 2  | 32.3 | .380 | .331 | .836 | 2.6 | 1.6 | .6  | .5  | 15.4 |
| 2019  | Houston       | 11 | 11 | 37.3 | .447 | .400 | .857 | 2.5 | 1.3 | .6  | 1.0 | 17.8 |
| 2020  | Houston       | 12 | 12 | 34.2 | .409 | .322 | .875 | 2.7 | 3.0 | .8  | .6  | 17.3 |
| 2023  | L.A. Clippers | 5  | 5  | 29.8 | .409 | .345 | .833 | 1.4 | 2.6 | .6  | .4  | 10.2 |
| 2024  | Phoenix       | 4  | 0  | 29.5 | .321 | .412 | .875 | 1.8 | 1.3 | 1.3 | .5  | 8.0  |
| Total | Total         | 64 | 36 | 33.4 | .410 | .361 | .838 | 2.7 | 2.1 | .7  | .6  | 15.1 |

## Vida personal
Su madre, Denise, es nativa de Nasáu (Bahamas), y conoció a Eric Gordon Sr. en la Universidad Liberty, donde él jugaba con el equipo de baloncesto universitario.
Eric tiene dos hermanos pequeños, Evan y Eron, y ambos han sido también jugadores de baloncesto universitarios.
En noviembre de 2020 abrió un restaurante italo-griego el "Eric Gordon's Greek Pizzeria", en Bloomington (Indiana).